# Regionshospitalet Randers
Regionshospitalet Randers (tidligere Randers Centralsygehus) er et hospital i Randers, der har status af akutsygehus for Kronjylland og Djursland. Det dækker således hele den nordøstlige del af Region Midtjylland. I hospitalets optageområde er der ca. 215.000 indbyggere. Hospitalet har ca. 200.000 behandlinger årligt og beskæftiger knap 2.800 ansatte (2024). 

## Historie
Hospitalet, der er beliggende i det nordøstlige Randers, tæt på grænsen til bydelen Dronningborg, blev indviet i 1954, men var allerede på tegnebrættet i 1935.
Navnet Randers Centralsygehus så dagens lys 1. november 1942, da en ny sygehusordning om fælles sygehusdrift mellem Randers Købstads Sygehus og Randers Amtssygehus trådte i kraft. I første omgang var der kirurgisk afdeling og røntgenafdeling i købstadssygehusets bygninger på Hobrovej, mens medicinsk afdeling og centrallaboratoriet lå i amtssygehusets bygninger på Fabersvej.
Byggeriet af det nye store sygehus i Dronningborg blev godkendt og sendt i licitation omkring 1940, men 2. verdenskrig kom i vejen, og byggeriet måtte udskydes. Først i 1948 kunne man gå i gang med byggeriet, der stod færdigt efter seks år. Det kostede kostede 28,8 millioner kroner, svarende til knap 550 millioner i 2024-kroner. Bygherren var Randers Købstadskommune og Randers Amt i fællesskab. Arkitekten var den lokale J.P. Hjersing.
Hospitalet bestod af 13 sengeafsnit, skadestue, operationsafdeling, røntgenafdeling, blodbank, køkken, vaskeri og administrative funktioner.
Ved indvielsen, der blev forestået af kong Frederik 9. og dronning Ingrid, omtaltes sygehuset i pressen som "landets mest moderne sygehus". Det var landets første sygehus uden for Aarhus og København, der oprettede en særskilt børneafdeling, og også når det kom til undervisning af de indlagte børn, var man pionerer i Randers. Kommunen havde ansat en lærerinde til at undervise de indlagte børn et par timer hver dag.
I 1954 behandlede og udskrev sygehuset knap 10.000 patienter, mens der var cirka 500 medarbejdere. Oprindeligt havde hospitalet 400 sengepladser.

### Fra centralsygehus til regionshospital
Århus Amt overtog med kommunalreformen i 1970 driften af hospitalet uden at ændre dets navn. 
Århus Amt var bygherre for sygehusets første større udvidelse. Den fandt sted i 1985 og betød, at arealet øgedes med 24.000 kvadratmeter bestående af operationsafdeling, intensivafdeling, skadestue, røntgenafdeling og kirurgiske ambulatorier.
I 2003 blev der opført et patienthotel i tilknytning til hospitalet. Samme år fusionerede hospitalet med Grenaa Centralsygehus. 
Region Midtjylland overtog sygehuset som følge af strukturreformen i 2007 og valgte at omdøbe det til Regionshospitalet Randers. 
Også under regionens ejerskab er hospitalet udvidet. I 2016 blev sidste del af den nuværende akutbygning taget i brug, og senest kunne hospitalets sterilcentral indviet i 2022.
I 2018 gennemførtes en omfattende revision af afdelingernes navne, så patienterne bedre kan forstå, hvad de behandler. Eksempelvis skiftede Gastroenterologisk Klinik navn til Klinik for Lever-, Mave- og Tarmsygdomme.
Hospitalet tæller pr. 2024 15 afdelinger, heraf 12 medicinske. Derudover har hospitalet en skadestue med akutmodtagelse og traumecenter samt et center for diagnosticering og behandling af brystkræft.
Region Midtjylland er i gang med planlægningen af en større udvidelse og ombygning af hospitalet, kaldet Vita. Byggeriet tilføjer 19.000 kvadratmeter til hospitalet og ventes at koste 864 millioner kroner. Efter planen skal byggeriet stå færdigt i 2034.